# Карчевко (Великопольське воєводство)
Карчевко (пол. Karczewko) — село в Польщі, у гміні Кішково Гнезненського повіту Великопольського воєводства.
Населення — 86 осіб (2011).
У 1975-1998 роках село належало до Познанського воєводства.

## Демографія
Демографічна структура станом на 31 березня 2011 року:
|          | Загалом | Допрацездатний вік | Працездатний вік | Постпрацездатний вік |
| -------- | ------- | ------------------ | ---------------- | -------------------- |
| Чоловіки | 51      | 16                 | 33               | 2                    |
| Жінки    | 35      | 6                  | 24               | 5                    |
| Разом    | 86      | 22                 | 57               | 7                    |